# Chuseok
Chuseok (Korejski: 추석), u prijevodu na hrvatski jezik Jesenja večer nekada poznat kao hangawi (Korejski:  한가위;) od starokorejskog naziva za "vrh, odnosno središte jeseni", velik je žetveni festival i trodnevni praznik u Sjevernoj Koreji i Južnoj Koreji koji se slavi 15. dana 8. mjeseca lunarnog kalendara, a u pravilu se podudara s jesenjom ravnodnevnicom.

## Običaji
Kao proslavu dobre žetve, Korejci posjećuju rodna mjesta svojih predaka i pripremaju tradicionalnu korejsku hranu kao što je songpyeon i rižina vina poput sindoju i dongdongju.
Dva su glavna običaja povezana s Chuseokom: Charye, obilježavanje sjećanja na pretke kod kuće i Seongmyo, obiteljski posjet grobovima predaka, koji obično prati Beolcho, uređivanje grobnih mjesta.